# Bear (groupe)
Pour les articles homonymes, voir Bear.
Bear, aussi calligraphié B3AR, est un groupe belge de metal progressif, originaire d'Anvers.

## Historique
Début 2009, le guitariste Leander Tsjakalov et le batteur Serch Carriere, qui jouent déjà dans le groupe Minus45degrees, font de la musique de leur côté. Un peu plus tard, le bassiste Dries Verhaert se joint à eux. À la recherche d'un chanteur, ils trouvent Maarten Albrecht et forment Bear au printemps 2010,. Au mois d'août, il publie son premier EP Abstractions. Après quelques concerts, il fait la tournée en Grande-Bretagne du groupe anglais While She Sleeps. En avril 2011, le label allemand Let It Burn Records, que Dries Verhaert connaissait par son ancien groupe Death Before Disco, sort Abstractions 2.0, une version remasterisée de leur premier EP. 
En octobre 2011, Bear publie son premier album Doradus, avec le mannequin Anouck Lepère sur la pochette. Le nom de l'album vient de l'étoile Alpha Doradus, considérée comme l'une des plus brillantes de l'univers. Le groupe choisit ce nom parce qu'eux-même se considèrent comme faisant d'un ensemble plus grand et facile à trouver lorsqu'on le regarde. En 2012, le groupe fait la première partie de Periphery et de Textures et participe au festival Groezrock. De même, il apparait au Euroblast Festival aux côtés d'After the Burial et TesseracT. En août 2013, le groupe signe avec le label britannique Basick Records et sort en octobre un second album, Noumenon.

## Discographie

### Albums studio
- 2011 : Doradus
- 2013 : Noumenon

### EP
- 2010 : Abstractions (autoproduction)
- 2011 : Abstractions 2.0

### Singles
- 2013 : Rain